# Mitridat II. (satrap)
Mitridat II. (grč. Mιθριδάτης; Mithridates) je bio sin Ariobarzana II. kojeg je 337. pr. Kr. naslijedio na mjestu satrapa maloazijske pokrajine Pont. Povjesničar Diodor piše kako je vladao 35 godina, što znači kako je bio posljednji satrap Ponta u službi Perzijskog Carstva koje je 330-ih pr. Kr. palo pred osvajanjem makedonskog kralja Aleksandra. Nepuna tri desetljeća Mitridatove vladavine obilježili su ratovi dijadosa; Antigon I. Monoftalmos se 302. pr. Kr. zabrinuo kako bi Mitridat, koji je tada bio u dubokoj starosti, mogao sklopiti savez s njegovim suparnikom Kasandrom, te ga je dao ubiti. Naslijedio ga je sin Mitridat I. Pontski koji će postati osnivač Pontskog Kraljevstva.

## Poveznice
- Ariobarzan II.
- Antigon I. Monoftalmos

| Prethodnik:                          | Satrap Ponta (337. - 333. pr. Kr.) ____________________ Samostalni vladar Ponta (333. - 302. pr. Kr.) | Nasljednik:                               |
| Ariobarzan II. (363. - 337. pr. Kr.) | Satrap Ponta (337. - 333. pr. Kr.) ____________________ Samostalni vladar Ponta (333. - 302. pr. Kr.) | Mitridat I. Pontski (302. - 266. pr. Kr.) |

## Vanjske poveznice
- Mitridat (Mithridates), AncientLibrary.com  Arhivirana inačica izvorne stranice od 26. listopada 2005. (Wayback Machine)